# Jun Okuda
Jun Okuda (jap. 奥田 純, Okuda Jun; * 24. Juli 1957 in Ōsaka, Japan) ist ein japanischer Chemiker und Professor für Anorganische Chemie an der RWTH Aachen.

## Leben und Werk
Okuda studierte Chemie an der RWTH Aachen, wo er im Arbeitskreis von Gerhard E. Herberich promovierte. Nach einem Post-Doc Aufenthalt am Massachusetts Institute of Technology (MIT) im Arbeitskreis von Nobelpreisträger Richard R. Schrock folgte 1991 die Habilitation im Arbeitskreis von Wolfgang A. Herrmann an der Technischen Universität München. 
Nach verschiedenen akademischen Stationen im In- und Ausland, etwa an der State University of New York nahm er im Jahr 2003 einen Ruf auf den Lehrstuhl für Metallorganische Chemie an der RWTH Aachen an.
Der Forschungsschwerpunkt liegt auf dem Ligandendesign, mechanistische homogenkatalytische Untersuchungen und die Entwicklung von Katalysatoren für Polymerisationsreaktionen. Okuda hat mehr als 200 Publikationen veröffentlicht und hält neun Patente.

## Ehrungen und Auszeichnungen
Okuda erhielt im Jahr 1991 den Heinz-Maier-Leibnitz-Preis und war Fellow der Japan Society for Promotion of Science. Es folgten 1996 Aufenthalte als Iberdrola Gastprofessor in Spanien und Visiting Scholar an der Chinese University of Hong Kong. Seit 2003 ist er Vorstandsmitglied der Wöhler-Vereinigung für Anorganische Chemie der Gesellschaft Deutscher Chemiker (GDCh) und ist seit 2007 deren Vorsitzender. 2013 wurde Okuda in die Nordrhein-Westfälische Akademie der Wissenschaften und der Künste gewählt. 2018 wurde ihm die Ehrendoktorwürde der Universität Osaka verliehen.